# أليك بالدوين
أليك بالدوين (بالإنجليزية: Alec Baldwin)‏ ولد باسم (ألكساندر راي بالدوين الثالث في أميتيفيل، نيويورك، الولايات المتحدة، بتاريخ 3 أبريل 1958) (بالإنجليزية: Alexander Rae Baldwin III)‏ هو ممثل أمريكي حاصل على ثلاثة جوائز غولدن غلوب عن مسلسل 30 روك، ونقابة ممثلي الشاشة سبع مرات عن المسلسل نفسه، الذي فاز بجائزة إيمي مرتين عنه أيضاً، فيما ترشّح لجائزة الأوسكار مرة واحدة عن فيلم المبرد، له ثلاثة أخوة يعملون في مجال التمثيل أيضاً وهم دانيال، وستيفن، وويليام بالدوين. مثل في عدد كبير من الأعمال السينمائية والتلفزيونية من أبرزها مسلسل «30 روك» وفيلم «صيد أكتوبر الأحمر»، كما استضيف في برنامج ساترداي نايت لايف 13 مرة.

## السيرة المهنية
بدأ بالدوين التمثيل في المسرح ثم انتقل إلى التلفزيون في عام 1980 ليمثل في مسلسل «الأطباء» (بالإنجليزية: The Doctors)‏. ظهر بعد ذلك في عدة أفلام منها «بيتلجوس» مع مايكل كيتون (1988)، و«ميامي بلوز» (1990)، و«أشباح ميسيسيبي» (1996)، كما قام بتأدية دور بالصوت في «الوهم الأخير» (2001). تتضمن أعماله السينمائية الكوميديا مثل «القط في القبعة» (2003)، والدراما مثل «المبرد» (2003)، الدور الذي رشحه لجائزة الأوسكار. في عام 1992 رشح بالدوين لجائزة توني لدوره في فيلم «عربة شارع اسمها الرغبة». بالدوين هو أيضاً ناشط في حقوق البيئة والحيوان، وتزوج الممثلة كيم باسينجر بين عامي 1993 و2002. تتضمن أشهر أفلامه الأخرى: «صيد أكتوبر الأحمر» (1990)، و«غلنغيري غلن روس» (1992)، و«الانطلاق» (1994)، و«الحافة» (1997)، والطيار (2004)، والراعي الصالح والمغادرون (2006).

## القضية الجنائية
أثناء تصوير فيلمه الأخير "راست"، داخل مزرعة في ولاية نيو مكسيكو الأميركية، في 21 أكتوبر/ تشرين الأول 2021، وعندما أطلق بالدوين النار من سلاح كان يُفترض أنه يحوي رصاصاً خلبياً، غير أن ذخيرة حية انطلقت منه. وأدى إطلاق النار إلى مقتل مديرة التصوير هالينا هاتشينز وإصابة المخرج جويل سوزا.

### المحاكمة
في 13 يوليو 2024، ألغيت محاكمة النجم الهوليوودي أليك بالدوين في قضية القتل غير العمد خلال تصوير فيلم "راست"، بسبب خلل إجرائي، لأن النيابة العامة لم تسلّم فريق الدفاع الرصاصات المرتبطة بالملف. وألغت القاضية ماري مارلو سومر المحاكمة، بحجة حجب أدلة، ونددت بما اعتبرته سلوكاً "أشبه بسوء النية" من جانب الادعاء.

## أعمال

### أفلام
- (1988) الفتاة العاملة[5]
- (1988) بيتلجوس[6]
- (1990) اليس
- (1990) صيد أكتوبر الأحمر[7][8][9]
- (1997) الحافة[10]
- (1999) نوتينغ هيل[11][12][13]
- (2000) نورمبرغ
- (2001) بيرل هاربر[14][15][16]
- (2001) ذا رويال تينينبوم[17]
- (2001)  ذا سبيريتس ويذين
- (2001) قطط وكلاب[18][19]
- (2002) مغامرات بلوتو ناش
- (2003) القط في القبعة[20]
- (2003) المبرد[21]
- (2004) الطيار[22]
- (2004) فيلم سبونج بوب سكوير بانتس[23]
- (2005) المرح مع ديك وجين[24]
- (2005) إليزابيث تاون
- (2006) الراعي الصالح[25]
- (2006) المغادرون[26]
- (2008) رحلة إلى حافة الكون[27]
- (2008)  الهروب إلى أفريقيا[28][29][30]
- (2009) ماي سيستر كيبر[31][32][33]
- (2011) شخص ريفي أخرق
- (2012) إلى روما مع الحب[34]
- (2012) روك العصور[35]
- (2012) نهوض الحراس[36][37][38]
- (2013) ياسمين أزرق[39]
- (2014) الوها[40]
- (2014) ما تزال أليس[41][42][43][44]
- (2015) ارتجاج في المخ[45]
- (2015)  أمة مارقة[46]
- (2016) القواعد لا تنطبق[47]
- (2017) الطفل الزعيم[48]
- (2018) بلاكككلنزمن
- (2018)  سقوط[49][49]
- (2018) مولد نجم[50][51]
- (2019)  فرقة الرعد
- (2019) بروكلين بلا أم

### مسلسلات
- 30 روك
- نوتز لاندينغ

## جوائز وترشيحات
جوائز
- جائزة الإيمي برايم تايم لأفضل ممثل مساعد في مسلسل كوميدي، عن عمل: ساترداي نايت لايف (2017)
- جائزة الإيمي برايم تايم
- جائزة الغولدن غلوب
- جائزة إيمي (2008)
- جائزة نقابة ممثلي الشاشة (2007)
- جائزة المسرح العالمي (1986)

ترشيحات
- جائزة الأوسكار لأفضل ممثل مساعد، عن عمل: المبرد (2003)
- جائزة توني لأفضل ممثل في مسرحية [الإنجليزية]‏ (1992)

## وصلات خارجية
- الموقع الرسمي
- أليك بالدوين على موقع IMDb (الإنجليزية)
- أليك بالدوين على موقع ميتاكريتيك (الإنجليزية)
- أليك بالدوين على موقع الموسوعة البريطانية (الإنجليزية)
- أليك بالدوين على موقع روتن توميتوز (الإنجليزية)
- أليك بالدوين على موقع مونزينجر (الألمانية)
- أليك بالدوين على موقع قاعدة بيانات الأفلام العربية
- أليك بالدوين على موقع ألو سيني (الفرنسية)
- أليك بالدوين على موقع ميوزك برينز (الإنجليزية)
- أليك بالدوين على موقع رولينغ ستون (الإنجليزية)
- أليك بالدوين على موقع تيرنر كلاسيك موفيز (الإنجليزية)